# デザートはあなた
『デザートはあなた』は、森瑤子の小説。

## 書籍情報
- 単行本：朝日新聞社、1991年1月25日発売、ISBN 978-4-022-56228-9
- 文庫本：角川文庫、1993年9月21日発売、ISBN 978-4-041-55233-9
- 文庫本：朝日文芸文庫、1995年2月発売、ISBN 978-4-022-64062-8

## テレビドラマ
テレビドラマ化され、1993年10月10日から1994年3月20日まで、TBS系列（ただし一部系列除く）で放送された。毎日放送（MBS）制作。JT一社提供番組「JTドラマBOX」シリーズの第3作。放送時間は、毎週日曜23:00 - 23:30（JST）。全23話。製作会社AMAZON。
大手出版社勤務、42歳独身、プレイボーイの俊介が、毎週、一人の女性を部屋に招き、趣味の料理で口説く。決め言葉はタイトルになっている「デザートはきみだよ」。

### 出演者
レギュラー
- 大西俊介：岩城滉一
- 山口奈々子：毬谷友子
- 三枝和子：夏木マリ
- 宮脇三四郎：忌野清志郎

ゲスト
- 河合ゆみこ：宮沢りえ（第2話）
- 海野潮子：杉本彩（第3話）
- マリコ・ヤマモト：藤真利子（第4話）
- 川中真美：中嶋朋子（第5話）
- キノコ採り名人：小林昇（軽井沢のキノコ採り名人、第5話）
- 廻耀子：かたせ梨乃（第6話）
- クライアント：椎名桔平（第7話）
- 景子：真行寺君枝（第9話）
- 高橋ミエ：池上季実子（第10話）
- レストランのピアニスト：古内東子（第10話）
- 安達乃里子：萬田久子（第11話）
- 磯崎ルリ：七瀬なつみ（第12話）
- 村上なつみ：名取裕子（第13話）
- 原田ミチル：田中律子（第14話）
- 小杉エツコ：倍賞美津子（第15話）
- 友永ユイ：東ちづる（第17話）
- 野口もえこ：風吹ジュン（第18話）
- 西田シンゴ：池畑慎之介（第19話）
- 菊池サトミ：紺野美沙子（第20話）
- マイコ：川島なお美（第21話）

### スタッフ
- 原作：森瑤子
- 脚本：山元清多、橋本以蔵、秋田佐知子
- 演出：倉内均、瀧川治水、北川邦夫
- オブジェ：結城美栄子
- フードコーディネーター:中原英治
- 主題歌：「プライベート」 忌野清志郎&THE 2・3'S
  - 1986年にOVA『県立地球防衛軍』の挿入歌として「忌野清志郎、Johnny、Louis&Char」名義で発表された楽曲のリメイク。
- 劇中テーマ曲
  - 「逢いたいから」古内東子
  - 「裸足のRevoluion」岡安由美子

| 毎日放送・TBS JTドラマBOX | 毎日放送・TBS JTドラマBOX | 毎日放送・TBS JTドラマBOX |
| 前番組                    | 番組名                    | 次番組                    |
| ------------------------- | ------------------------- | ------------------------- |
| 泣きたい夜もある          | デザートはあなた          | 君に伝えたい              |

| スタブアイコン | サブスタブ | この項目は、まだ閲覧者の調べものの参照としては役立たない、文学に関連した書きかけの項目です。この項目を加筆・訂正などしてくださる協力者を求めています（P:文学、PJ:ライトノベル）。項目が小説家・作家の場合には{Writer-substub}を、文学作品以外の本・雑誌の場合には{Book-substub}を貼り付けてください。 |